# M/S Oslofjord
M/S Oslofjord levererades 1949 under namnet Sæbø från Kristiansands Mekaniske Verksted i Kristiansand i Norge till Alversund & Manger Dampbåtlag A/S i Bergen i Norge. Fartygets varvsnummer är 183. Skrovet är av stål. Fartyget har gått trafik på Göta kanal, då med namnet Wasa Lejon.
Fartyget är utrustat med 3 st GM 6.71 motorer om 370 hästkrafter som ger fartyget en fart av 11 knop. 
Passagerarkapacitet är 230 passagerare.

## Historik
- 16 juni 1949 – Fartyget levererades till Alversund & Manger Dampbåtlag A/S.
- 1 mars 1951 – Fartyget köptes av A/S Bergen-Nordhordaland Trafiklag i Bergen.
- Februari 1961 – Fartyget byggdes om. Hon förlängdes och fick ny styrhytt och ny passagerarsalong på båtdäck. Nytt tonnage 114 bruttoregisterton och 72 nettoregisterton.
- 1 januari 1974 – A/S Bergen-Nordhordaland Trafiklag bytte namn till A/S Bergen-Nordhordaland Rutelag med säte i Bergen.
- 9 april 1980 – Fartyget köptes av Rederibolaget Sagana i Mollösund på Orust. Hon döptes om till Sagana och sattes i trafik på traden Almön–Stenungssund.
- 1983 – Fartyget köptes av Rederi AB Göta Lejon i Norrköping för 650 000 kr. Hon döptes om till Wasa Lejon och sattes i trafik på traden Borensberg–Berg på Göta kanal.
- 1992 – Fartyget överfördes till Rederi AB Östgöta Sjö i Norrköping och döptes om till Lejon III.
- Februari 1993 – Rederi AB Östgöta Sjö gick i konkurs. Fartyget köptes av Rederi AB Göta Lejon i Norrköping och döptes om till Wasa Lejon.
- 17 december 1993 – Fartyget köptes av Lustrafjorden Cruise A/S i Omes i Norge och döptes om till Lustrafjord.
- 18 december 1993 – Fartyget avgick från Mem mot Norge.
- 18 februari 1994 – Fartyget ankom till Bergen i Norge.
- 23 maj 1995 – Fartyget togs ur trafik sedan Sjöfartsdirektoratet krävt dokumentation om fartygets uppträdande vid en kollision. Redaren hade dittills haft dispens från kravet på sådan dokumentation.
- December 2000 – Fartyget köptes av Norsk Fjordcruise A/S i Jar i Norge för 450 000 norska kronor. Hon döptes om till Oslofjord och registrerades i Oslo.
- 6 februari 2007 – Fartyget köptes av MS Oslofjord A/S i Skien i Norge och registrerades i Oslo.